# Kapatkevitski rajon
Kapatkevitski rajon (belarusiska: Капаткевіцкі раён) var en kommun i Belarusiska SSR, Sovjetunionen mellan 1924 och 1931 samt mellan 1935 och 1962. Den hade Kapatkevitjy som centralort.